# Dyson Daniels
Dyson Daniels (* 17. März 2003 in Bendigo, Victoria) ist ein australischer Basketballspieler, der seit 2024 bei den Atlanta Hawks unter Vertrag steht. Er ist 1,98 Meter groß und läuft meist als Guard auf.

## Werdegang
Der Sohn des ehemaligen US-amerikanischen Berufsbasketballspielers Ricky Daniels, der sich in Australien niederließ, wuchs in Bendigo im australischen Bundesstaat Victoria auf. Er spielte im Nachwuchs des Vereins Bendigo Braves, für den früher auch sein Vater gespielt hatte. Dyson Daniels wurde bereits im frühen Jugendalter als Ausnahmebegabung erachtet. Schon im Alter von 15 Jahren spielte er für Bendigos Herrenmannschaft.
Nach zwei Jahren am Australian Institute of Sport entschied sich Daniels gegen Angebote aus der ozeanischen Profiliga NBL und gegen die Möglichkeit, in den US-Hochschulsport zu wechseln, sondern unterschrieb im Sommer 2021 einen Vertrag bei der in Kalifornien ansässigen Mannschaft NBA G League Ignite, die gegründet worden war, um jungen Spielern Einsatzzeit in der NBA G League zu verschaffen, um auf diesem Weg den Sprung in die NBA zu schaffen. Der Australier wirkte während der Saison 2021/22 an 14 Spielen von NBA G League Ignite mit und erzielte im Durchschnitt 11,3 Punkte sowie 5,9 Rebounds und 4,4 Korbvorlagen je Begegnung.
Im Juni 2022 wurde Daniels beim NBA-Draftverfahren an achter Stelle von den New Orleans Pelicans ausgewählt. In seinen ersten NBA-Jahren machten sich Daniels vor allem durch seine Verteidigungsleistungen einen Namen. Am 28. Juni 2024 wurde Daniels mit Larry Nance Jr. und zwei Erstrundenauswahlrechten an die Atlanta Hawks abgegeben, im Gegenzug kam Dejounte Murray nach New Orleans. Er gewann den NBA Most Improved Player Award in der Saison 2024/25 und wurde in die NBA Defensiv-Auswahl aufgenommen.

### Nationalmannschaft
Daniels wurde australischer Jugendnationalspieler, 2018 nahm er mit der U15-Auswahl des Landes an der Ozeanienmeisterschaft dieser Altersklasse teil. Im Februar 2021 bestritt er im Alter von 17 Jahren sein erstes Länderspiel für Australiens Herrennationalmannschaft und erzielte 23 Punkte gegen Neuseeland. Im Juli 2021 trat er mit Australien bei der U19-Weltmeisterschaft an.

## Karriere-Statistiken

### NBA

#### Hauptrunde
| Saison  | Team        | GP  | GS | MPG  | FG % | 3P % | FT % | RPG | APG | SPG | BPG | PPG |
| ------- | ----------- | --- | -- | ---- | ---- | ---- | ---- | --- | --- | --- | --- | --- |
| 2022–23 | New Orleans | 59  | 11 | 17.7 | .418 | .314 | .650 | 3.2 | 2.3 | 0.7 | 0.2 | 3.8 |
| 2023–24 | New Orleans | 61  | 16 | 22.3 | .447 | .311 | .642 | 3.9 | 2.7 | 1.4 | 0.4 | 5.8 |
| Gesamt  | Gesamt      | 120 | 27 | 20.0 | .435 | .312 | .645 | 3.5 | 2.5 | 1.1 | 0.3 | 4.8 |

#### Playoffs
| Saison  | Team        | GP | GS | MPG | FG % | 3P % | FT % | RPG | APG | SPG | BPG | PPG |
| ------- | ----------- | -- | -- | --- | ---- | ---- | ---- | --- | --- | --- | --- | --- |
| 2023–24 | New Orleans | 3  | 0  | 5.7 | .333 | .000 | –    | 0.7 | 0.0 | 0.7 | 0.0 | 1.3 |
| Gesamt  | Gesamt      | 3  | 0  | 5.7 | .333 | .000 | –    | 0.7 | 0.0 | 0.7 | 0.0 | 1.3 |